# John Spencer, 8. Earl Spencer
Edward John „Johnnie“ Spencer, 8. Earl Spencer MVO (* 24. Januar 1924 in Paddington, London; † 29. März 1992 in London), war ein britischer Peer und Vater von Diana, Princess of Wales.

## Jugend, Ausbildung und militärische Laufbahn
Er war der Sohn von Albert Spencer, 7. Earl Spencer und führte als dessen Heir apparent seit Geburt den Höflichkeitstitel Viscount Althorp. Er besuchte Eton, das Royal Military College in Sandhurst sowie das Royal Agricultural College. Als Captain der Royal Scots Greys kämpfte er 1944 bis 1945 im Zweiten Weltkrieg und wurde Mentioned in dispatches. Von 1947 bis 1950 diente er als Aide-de-camp des Governor of South Australia, Charles Willoughby Norrie.

## Politik und königlicher Dienst
Spencer wurde 1952 Mitglied des County Council von Northamptonshire und bekleidete die Ämter des High Sheriff von Northamptonshire (1959) sowie eines Justice of the Peace für Norfolk (1970). Er diente als Equerry für Georg VI. (1950–52) und Elisabeth II. (1952–54) und wurde 1954 als Member in den Royal Victorian Order (MVO) aufgenommen.
Beim Tod seines Vaters erbte er 1975 dessen Titel als 8. Earl Spencer, 8. Viscount Althorp, 8. Viscount Spencer und 8. Baron Spencer of Althorp und wurde dadurch Mitglied des House of Lords.

## Familie
Am 1. Juni 1954 heiratete Spencer Frances Ruth Roche, die jüngere Tochter des Maurice Roche, 4. Baron Fermoy. Die Trauung wurde in der Westminster Abbey von Percy Herbert, Bischof von Norwich durchgeführt. Königin Elisabeth II. sowie andere Mitglieder der königlichen Familie nahmen an der Trauungszeremonie teil. Das Paar hatte fünf Kinder:
- Lady Elizabeth Sarah Lavinia Spencer (* 19. März 1955), ⚭ 1980 Neil Edmund McCorquodale;
- Lady Cynthia Jane Fellowes Spencer (* 11. Februar 1957), ⚭ 1978 Robert Fellowes, Baron Fellowes;
- John Spencer (*/† 12. Januar 1960), starb zehn Stunden nach seiner Geburt;
- Lady Diana Frances Spencer (* 1. Juli 1961, † 31. August 1997), ⚭ 1981–1996 Charles, Prince of Wales;
- Charles Edward Maurice Spencer, 9. Earl Spencer (* 20. Mai 1964), ⚭ (1) 1989–1997 Victoria Lockwood, ⚭ (2) 2001–2007 Caroline Hutton, ⚭ (3) 2011 Karen Villeneuve.

John und Frances Spencer trennten sich im April 1969. Frances heiratete später Peter Shand Kydd; Lord Spencer heiratete am 14. Juli 1976 Raine, Countess of Dartmouth, die frühere Ehefrau des 9. Earl of Dartmouth, Tochter und einziges Kind der Autorin Barbara Cartland aus ihrer Ehe mit Alexander McCorquodale.
Spencer starb am 29. März 1992 im Alter von 68 Jahren an einem Herzinfarkt.